# Marktplatz (Mannheim)

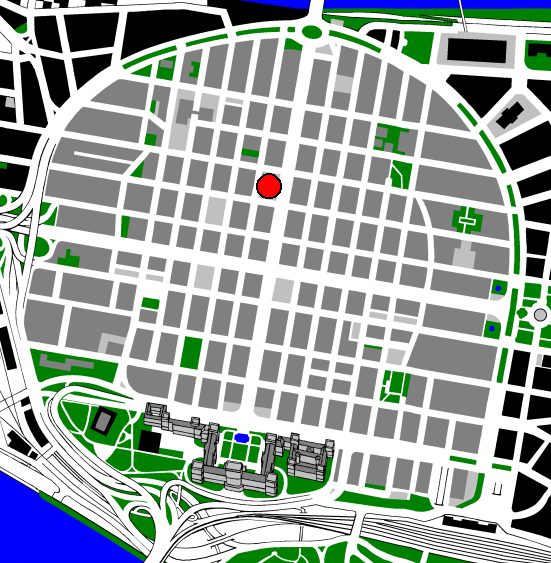
Marktplatz in der Innenstadt

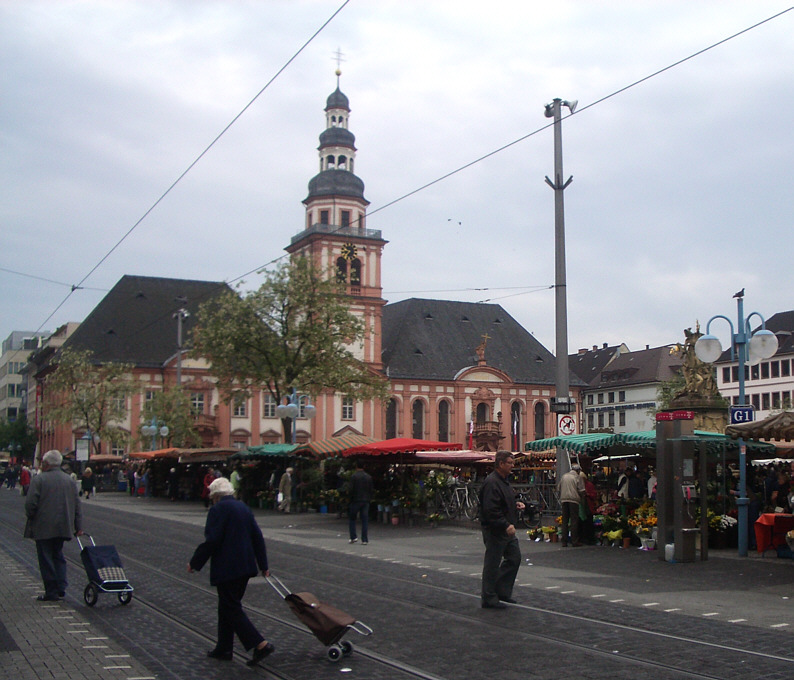
Marktplatz Mannheim mit Altem Rathaus und St. Sebastian

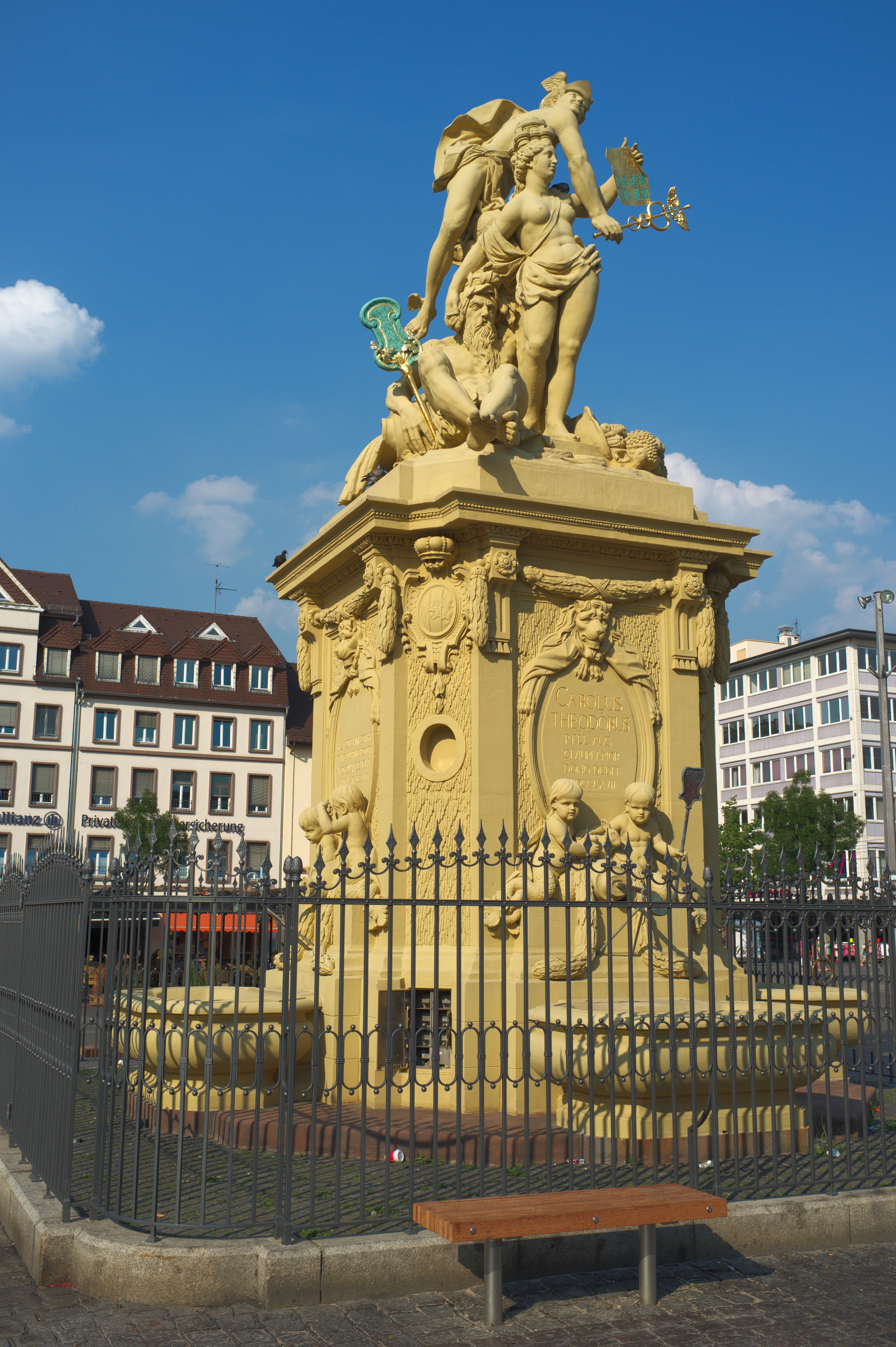
Marktplatzbrunnen

Der Mannheimer Marktplatz im nördlichen Teil der Mannheimer Innenstadt (so genannte „Westliche Unterstadt“) ist einer der ältesten und meist frequentierten Plätze der Stadt.

## Lage
Der Platz grenzt unmittelbar westlich an die Nord-Süd-Achse der Innenstadt, die im Volksmund als „Breite Straße“ bezeichnete Kurpfalzstraße, und umfasst das gesamte Quadrat G 1. Am südlichen Ende befindet sich der barocke Doppelbau des Alten Rathauses (heute ein Café) und der katholischen Pfarrkirche Sankt Sebastian, der das älteste Gebäude Mannheims darstellt. Der Platz selbst wird vom Marktplatzbrunnen dominiert, den Kurfürst Karl Theodor der Stadt 1767 schenkte. Durch die Haltestelle „Marktplatz“ mit den Linien 1, 3, 4, 5 und 7 der von der Rhein-Neckar-Verkehr GmbH (RNV) betriebenen Straßenbahn ist der Platz direkt an den öffentlichen Personennahverkehr (ÖPNV) angebunden.

## Geschichte
Der Marktplatz entstand schon bald nach der Stadtgründung 1607 zusammen mit dem ersten Rathaus. Seit dieser Zeit wird bis heute an drei Wochentagen ein Lebensmittelmarkt abgehalten. Nach den Zerstörungen der Stadt im Dreißigjährigen Krieg und im Pfälzischen Erbfolgekrieg wurde der Standort jeweils beibehalten. Die Errichtung eines neuen Rathauses und der Pfarrkirche St. Sebastian als Doppelbau symbolisiert in den Jahren nach 1700 den Wechsel von der evangelischen zur katholischen Konfession in der Kurpfalz unter Kurfürst Johann Wilhelm: Katholische Kirche und staatliche Autorität residierten unter einem Dach. Über den Portalen findet sich die Widmung Iustitiae et Pietati („Der Gerechtigkeit und der Frömmigkeit“). Der Marktplatz verlor seine zentrale Lage in den Folgejahren durch die Stadterweiterung Richtung Süden, die Ausrichtung auf das Schloss und die Anlage des Paradeplatzes, blieb aber das Zentrum des öffentlichen und politischen Lebens. So war er etwa auch Ort der Gerichtsbarkeit, an dem öffentliche Hinrichtungen stattfanden. Während der Badischen Revolution 1848/49 fanden auf dem Platz Volksversammlungen mit mehr als 6000 Teilnehmern statt, im Gefolge der Novemberrevolution kam es 1919 zu Unruhen wegen gestiegener Preise. Im Jahre 1933 fand auf dem Platz die nationalsozialistische Bücherverbrennung statt. Nach dem Ende des Zweiten Weltkriegs demonstrierten Zehntausende Mannheimer gegen die zunächst in Form von Preissteigerungen negativ wahrgenommenen Folgen der Währungsreform. 1978/1979 wurde unter dem Marktplatz eine Tiefgarage errichtet. Seit der Ankunft der ersten Gastarbeiter in Westdeutschland in den 1960er Jahren wurde die westliche Unterstadt zum bevorzugten Wohngebiet der türkischen Einwanderer, die sich eine eigene Infrastruktur schufen. Am 31. Mai 2024 kam es bei einer islamkritischen Kundgebung auf dem Marktplatz zu einem Messerangriff durch einen afghanischen Asylbewerber, bei welchem fünf Personen verletzt wurden und ein Polizeibeamter ums Leben kam.

## Heutige Nutzung
Der Marktplatz befindet sich heute am Rande eines von Restaurants, Geschäften und Einrichtungen aller Art geprägten Stadtviertels, das im Volksmund auch als „Klein-Istanbul“ oder „Little Istanbul“ bezeichnet wird (vor allem die Quadrate nördlich und westlich des Platzes: G 1, H 1, G 2 und H 2). Zu den Cafés und Geschäften am Marktplatz gesellten sich daher auch eine türkische Bäckerei, eine türkische Metzgerei sowie mehrere türkische Restaurants. Diese gehören mittlerweile zu den Attraktionen für Besucher Mannheims und vor allem an den Wochenenden kommen Türkischstämmige aus ganz Südwestdeutschland und dem Elsass zum Essen und Einkaufen hierher. 
Der historische Marktplatz gehört damit zu den wenigen innenstadtnahen Bereichen in Deutschland, die stark von Einwandererkulturen geprägt sind. Nach wie vor ist der Marktplatz ein beliebter Ort für politische Demonstrationen und Kundgebungen, Feierlichkeiten, Feste und andere Veranstaltungen.
An der östlichen Seite des Platzes befindet sich unter anderem das ehemalige Redaktionsgebäude des Mannheimer Morgen, das 2003 verkauft wurde und heute eine Lidl-Filiale beherbergt.